# Cyanoloxia rothschildii
Cyanoloxia rothschildii, também chamada de azulão-da-amazônia ou azulão-amazónico (Cyanoloxia rothschildii), é uma espécie de ave da família  Cardinalidae, antes de 2018 agrupada junto a Cyanoloxia cyanoides em uma mesma espécie.